# James Denton
James Thomas Denton Jr. (ur. 20 stycznia 1963 w Nashville) – amerykański aktor telewizyjny i filmowy.

## Życiorys
Urodził się w Nashville w stanie Tennessee jako drugie z trojga dzieci. Jego ojciec, J.T. Denton (1930–1993), był dentystą, który służył w wojsku. Jego matka, Mary Jean Woolslair Denton, zmarła na raka piersi w 2002. Denton wychowywał się jako południowy baptysta i został ministrem muzyki w Westmoreland United Methodist Church w Westmoreland w Tennessee. Dorastał w Atlancie, w stanie Georgia i Goodlettsville, w Tennessee. Uczęszczał do Goodlettsville High School, gdzie był świetnym graczem w koszykówkę. Ukończył studia na Uniwersytecie Tennessee w Knoxville na kierunku dziennikarstwa telewizyjnego. Mając dwadzieścia trzy lata związał się z objazdowym teatrem w Nashville, z którym występował w stanie Karoliny Północnej, Chicago i stanie Kalifornia.
Zagrał m.in. George’a Gibbsa w przedstawieniu Thorntona Wildera Nasze miasto (Our Town), Stanleya w sztuce Tennessee Williamsa Tramwaj zwany pożądaniem, terrorystę Beberta we francuskiej farsie Lapin Lapin. Występował także na scenie The Griffin Theater i Strawdog Theater Ensemble. Po udziale w spektaklu Ciało i krew (Flesh and Blood), kolejna kreacja teatralna C.C. Showersa – kaznodziei z Kentucky w przedstawieniu Wróżbici (The Diviners) zdobyła nominację do nagrody im. Josepha Jeffersona.
Na kinowym ekranie pojawił się po raz pierwszy w niezależnym filmie – dreszczowcu Kwartet złoczyńców (Thieves Quartet, 1994). Jednak został zauważony dopiero w serialach telewizyjnych takich jak JAG – Wojskowe Biuro Śledcze (JAG, 1996−2003), Kameleon (The Pretender, 1997−2000) oraz Ally McBeal (2000).
W 2004 przyjął rolę hydraulika Mike’a Delfino w serialu Gotowe na wszystko (Desperate Housewives), za którą to rolę odebrał Teen Choice Awards. Za postać Johna w 16-minutowym filmie Przypuszczenie (Assumption, 2006) odebrał nagrodę Science Fiction Genre w Modesto, w stanie Kalifornia.

## Życie prywatne
W szkole średniej spotykał się z piosenkarką muzyki country Deaną Carter. W latach 1997–2000 był żonaty z Jenną Lyn Ward. 16 grudnia 2002 ożenił się ponownie ze scenarzystką Erin O’Brien. Mają dwójkę dzieci: syna Shepparda (ur. w marcu 2003) i córkę Malin (ur. 22 marca 2005).

## Filmografia

### Filmy
- 1994: Kwartet złoczyńców (Thieves Quartet) jako Ray Higgs
- 1995: Księżyc łowcy (Hunter’s Moon) jako Nick
- 1997: Ta podstępna miłość (That Old Feeling) jako Keith Marks
- 1997: Bez twarzy (Face/Off) jako Buzz
- 1998: Barwy kampanii (Primary Colors) jako Mitch
- 2000: Locked Up Down Shorty’s jako Danny
- 2001: Wyspa łowcy (The Pretender: Island of the Haunted, TV) jako pan Lyle
- 2001: Kameleon 2001 (The Pretender 2001, TV) jako pan Lyle
- 2004: Jumbo Girl jako Jack
- 2006: Primal Quest Utah (TV) jako narrator
- 2006: Piękny marzyciel (Beautiful Dreamer) jako dr Kessler
- 2007: 3/5 człowieka (3/5 of a Man) jako brat John Brown
- 2007: Ascension Day jako brat John
- 2007: Undead or Alive: A Zombedy jako Elmer
- 2008: Tortured jako agent Murphy

### Seriale TV
- 1996: Mroczne niebo (Dark Skies) jako Rob Winter
- 1996: Sliders – Piąty wymiar (Sliders) jako Jack Bullock
- 1996: Moloney jako Rocky Talese
- 1996–2003: JAG – Wojskowe Biuro Śledcze (JAG) jako komandor podporucznik Bruce Carmichael
- 1997–2000: Kameleon (The Pretender) jako pan Lyle
- 2000: Prezydencki poker (The West Wing) jako Tom Jordan
- 2000: Oni, ona i pizzeria (Two Guys, a Girl and a Pizza Place) jako dr Howard Zaunaveld
- 2000: Ally McBeal jako Jimmy Bender
- 2001–2002: Wbrew regułom (Philly) jako sędzia Augustus (Jack) Ripley
- 2002: The Drew Carey Show jako Daryl
- 2003–2004: Raport o zagrożeniach (Threat Matrix) jako agent specjalny John Kilmer
- 2004–2012: Gotowe na wszystko (Desperate Housewives) jako Mike Delfino
- 2005–2006: Reba jako dr Morgan
- 2007: Mistrzowie science-fiction (Masters of Science Fiction) jako Barney Curran
- 2012: Rozpalić Cleveland (Hot in Cleveland) jako Kerouac Cowboy
- 2015-2021: Good Witch(inne języki)  jako Dr Sam Radford
- 2016: Pokojówki z Beverly Hills (Devious Maids) jako Peter Hudson
- 2018: Agenci NCIS: Nowy Orlean jako kapitan marynarki wojennej Deckard

### Filmy krótkometrażowe
- 2006: Przypuszczenie (Assumption) jako John